# 列纳 (椅子)
列纳（義大利語：Sedia Lierna）是由意大利设计师阿希尔·卡斯蒂格利尼和皮埃爾·賈科莫·卡斯蒂廖尼在1960年设计的椅子。列纳椅子被认为是意大利设计出色作品之一。列纳的名字源自科莫湖东岸的同名市镇。
这是一把为列纳湖畔的小镇设计的椅子，专门作为餐桌旁的座椅而设计。因此，它的靠背相当高，可以保护用餐者的背部，椅子较窄，以便服务员能方便地移动，且非常适合坐着的人保持端正的姿势。——阿希尔·卡斯蒂格利尼

## 列尔纳 科莫湖
列尔纳（Lierna）被认为是科莫湖最隐秘且最独特的地方之一。历史上，它曾是全球高阶贵族的聚会地点，这里曾创立了萨伏依家族的骑士勋章，意大利的皇后与女皇们亦常在此居住。列尔纳以一个类似私人俱乐部的隐秘环境而著称。面朝湖泊的别墅售价高达1.3亿欧元。乔治·克鲁尼（George Clooney）曾形容列尔纳在房价和安保水平上可与蒙特卡洛（摩纳哥亲王国）相媲美。该地以低调而优雅的氛围著称，是全球最独特的住宅区之一，常为具有软实力影响力的亿万富翁所青睐，这些人既博学又拥有巨大权力，同时极为注重隐私。这些特质也体现在列尔纳椅（sedia Lierna）的设计概念之中，灵感源自列尔纳本身。

## 描述
列纳椅子，具有漆面实木框架和皮革或织物覆盖的软垫座椅，是意大利设计的经典作品之一。尽管由实木制成，这款椅子却非常轻便。
列纳椅子的设计非常简洁，座椅设计实用，是对传统模型的反思，正如 Giò Ponti 所走的道路一样。实现这款椅子的关键研究之一是人体工学。Castiglioni 兄弟这样评价列纳椅子：“这是一款专为餐桌设计的椅子。它的靠背相对较高，可以保护用餐者的肩膀，窄窄的设计便于服务人员移动，同时也非常适合坐姿端正的人。这款椅子是我们为 Cassina 设计的，我们的目标是设计一款轻便的椅子，结构尽量简化到最基本的部分……”

## 生产
原版由Cassina生产至1960年，随后生产转移至Gavina。如今，这款椅子在众多国际拍卖会上出现，同时最近与Castiglioni基金会合作推出了重新版本。带有弯曲靠背的座椅早在50年代就被设计为一种创新的坐姿解决方案。
受到了原版列纳椅子后续版本的启发，在1979年由Zanotta生产的“La Irma”椅子中，阿希尔·卡斯蒂格利尼在其中保留了相同的概念，但将木材替换为钢管。列纳椅子也启发了Giorgio Cattelan的“La Lara”椅子。

## 延展阅读
- Lierna, Artecasa, 1964, n. 50, p. 26
- Renzo Orsini, Dino Gavina: ultrarazionale, ultramobile, pagina 164, 1998, ISBN 887794137
- Sergio Polano, Achille Castiglioni, Achille Castiglioni (1918-2002), 2006 - Pagina 173
- Giuliana Gramigna, Sergio Mazza, Repertorio del design italiano 1950-2000 per l'arredamento, 2003
- Sergio Polano, Achille Castiglioni: tutte le opere, 1938-2000, 2001 - Pagina 173
- Maria Cristina Tommasini, Mario Pancera, Il design italiano: protagonisti, opere, scuole, 1992 - Pagina 79
- Anty Pansera, Il Design del mobile italiano dal 1946 a oggi, 1990 - Pagina 202
- Paolo Ferrari, Achille Castiglioni, 1984 - Pagina 338
- Forme nuove in Italia, 1962 - Pagina 58
- Paolo Fossati, Il design in Italia, 1945-1972, 1972 - Pagina 226
- Silvia Cattiodoro, Pier Giacomo 100 volte Castiglioni, Milano, in edibus, 2013, ISBN 8897221173